# DR2 Premiere
DR2 Premiere er et dansk filmmagasin sendt på DR2 siden 15. september 2008. Programmet præsenterer og anmelder de nyeste spillefilm i biograferne.
Vært på programmet var oprindeligt Mikkel Munch-Fals, men i september 2009 – april 2010 havde programmet en ny vært hver uge, typisk instruktører eller skuespillere.
Den 26. april 2010 introducerede programmet et fast værtspar: 41-årige lektor på Filmvidenskab Kasper Bering Liisberg og den 32-årige filminstruktør-in-spe Tea Lindeburg. De var værter, indtil programmet blev taget af sendefladen i december 2010.